# Anass Aït El Abdia
Anass Aït El Abdia (21 de març de 1993) és un ciclista marroquí. Professional des del 2017, actualment milita a l'equip VIB Sports. Anteriorment havia corregut amb l'UAE Team Emirates entre el 2017 i el 2018. Del seu palmarès destaca el campionat nacional en ruta de 2016.

## Palmarès
- 2014
  - Vencedor d'una etapa a la Volta al Marroc
- 2015
  -  Campió del Marroc sub-23 en contrarellotge
  - 1r al Trofeu de la Casa Reial
- 2016
  -  Campió del Marroc en ruta
- 2017
  - 1r a la Volta al Marroc
- 2022
  - Vencedor d'una etapa al Sharjah International Cycling Tour

### Resultats a la Volta a Espanya
- 2017. Abandona (2a etapa)[4]